# San Marinezen
San Marinezen zijn een volk in Zuid-Europa, voornamelijk wonend in het dwergstaatje San Marino, volledig omringd door Italië. Er wonen ongeveer 30.000 San Marinezen waarvan vrijwel iedereen Italiaans spreekt, tevens de enige officiële taal van het land.

## Bekende San Marinezen
- Massimo Bonini, voetballer
- Domenico Fattori, politicus
- Andy Selva, voetballer
- Valentina Monetta, zangeres